# Васильевка (Челябинская область)
Васильевка — упразднённая деревня в Увельском районе Челябинской области России. На момент упразднения входила в Мордвиновский сельсовет. Исключена из учётных данных в 1987 году.

## География
Располагалась у озера Малый Карась, на расстоянии 4 км к северо-востоку от села Мордвиновка.

## История
До 1916 года входила в состав Андреевской волости Троицкого уезда Оренбургской губернии. По данным на 1926 год деревня состоял из 42 хозяйств. В административном отношении входила в состав Шумаковского сельсовета Увельского района Троицкого округа Уральской области.
В 1970-е в деревне располагалась бригада 2-го отделения совхоза «Рождественский». В 1980-е бригада совхоза «Приозёрный».
Исключена из учётных данных Постановлением Челябинской облдумы от 06.10.1987 № 370-3.

## Население
| 1926 | 1970 | 1977 | 1983 |
| ---- | ---- | ---- | ---- |
| 224  | ↘103 | ↘49  | ↘31  |

По данным переписи 1926 года в деревне проживали русские (100% населения).